# Jean-Paul Delichères
Jean-Paul Delichères est un avocat et homme politique français né le 17 mars 1752 à Aubenas (Ardèche) et mort le 1er décembre 1820 au même lieu.

## Biographie
Jean-Paul Delichères naît le 17 mars 1752 à Aubenas et est baptisé le lendemain. Il est le fils de Joseph Delichères et de Marie Vidil.
Homme de loi (avocat), maire d'Aubenas, procureur syndic du district puis administrateur du département, Jean-Paul Delichères est élu député de l'Ardèche au Conseil des Cinq-Cents le 24 germinal an VII. Il est ensuite président du tribunal civil de Privas. Il s’intéresse à l'histoire et à l'archéologie locales et a publié plusieurs notices historiques sur l'Ardèche. 
Il meurt le 1er décembre 1820 à Aubenas.

## Écrits
- Notice historique sur le département de l'Ardèche
- Dissertation sur le monument de Mithra qui existe au Bourg-Saint-Andéol
- Dissertation sur l'Hercule gaulois[3]

## Sources
- « Jean-Paul Delichères », dans Adolphe Robert et Gaston Cougny, Dictionnaire des parlementaires français, Edgar Bourloton, 1889-1891 [détail de l’édition]
- Berthelot, Hartwig Derenbourg, F.-Camille Dreyfus, A. Giry (dir.), La Grande encyclopédie : inventaire raisonné des sciences, des lettres et des arts par une société de savants et de gens de lettres, Tome 13, Paris, H. Lamirault, 1885-1902, 1214 pages, p.1187.